# Monuments
Monuments es una banda británica de metal progresivo formada por el exguitarrista de Fellsilent, John Browne, y el exguitarrista de The Tony Danza Tapdance Extravaganza, Josh Travis. La banda ha lanzado tres álbumes de larga duración a través de Century Media Records, Gnosis, The Amanuensis y Phorenesis en 2012 y 2014 y 2018 respectivamente. El 15 de abril de 2022 lanzarán su cuarto álbum de estudio In Stasis.

## Historia
La banda fue formada por el guitarrista de Fellsilent John Browne y el guitarrista de Tony Danza Tapdance Extravaganza, Josh Travis en 2007. Después de varios cambios de formación, la banda firmó con Century Media Records en 2012, anunciando la incorporación del cantante Matt Rose el mismo día. Su álbum debut, Gnosis, salió el 28 de agosto de 2012.
La banda participó en el Euroblast European Tour con Jeff Loomis, Vildhjarta y Stealing Axion. Otra gira europea con Born of Osiris y After the Burial siguió a principios de 2013. En marzo de 2013, la banda se separó del vocalista Matt Rose. En julio de 2013, se anunció que el ex Periphery y actual Ever Forthright Chris Barretto se había unido a la banda.
En diciembre de 2013, la banda anunció a través de Facebook que habían completado su segundo álbum. La batería se grabó en Monnow Valley, Gales con Romesh Dodangoda (Motörhead, Sylosis, Bring Me the Horizon), mientras que el resto de los instrumentos fueron grabados por Browne, y las voces se hicieron con Eyal Levi. En abril de 2014, se anunció formalmente que su nuevo álbum, The Amanuensis, se lanzaría el 23 de junio de 2014.
La banda tocó en el Live Stage de Red Bull Studios en Download el domingo 15 de junio de 2014. En marzo y abril de 2015, apoyaron a la banda australiana Karnivool en su gira principal en el Reino Unido y Europa. El baterista Mike Malyan dejó la banda durante agosto de 2015 debido a lesiones en la espalda y el hombro y fue reemplazado por Anup Sastry, el exbaterista de Intervals. Tocaron en el festival de música Hevy más tarde ese mes.
El 16 de junio de 2016, Anup Sastry anunció en su página de Facebook que dejaba la banda de manera amistosa, aunque regresó en 2018 para grabar la batería del nuevo álbum, Phronesis.

## Miembros
Miembros actuales
- John Browne: guitarra, producción (Flux Conduct, ex-Fellsilent) (2007-presente)
- Adam Swan: bajo (2010–presente)
- Andy Cizek: Voz (2019-presente)
- Mike Malyan: batería, sintentizador (Disperse, Emma Blackery, ex-The Algorithm, ex-Cyclamen, ex-Press To Meco) (2010-2015) (2020-presente)

Miembros anteriores
- Olly Steele: guitarra (ex-Cyclamen) (2011–2021)
- Chris Barretto: voz, saxofón (Ever Forthright, ex-Haunted Shores, ex-Periphery, ex-The HAARP Machine) (2013-2019)
- Josh Travis: voz, guitarra (Emmure, ex-The Tony Danza Tapdance Extravaganza, ex-Glass Cloud, ex-When Knives Go Skyward, ex-The Goddamn Rodeo) (2007-2010)
- Neema Askari: segunda voz (ex-Fellsilent)  (2010-2011)
- Greg Pope: segunda voz (2010-2011)
- Matt Rose: voz (2012-2013)
- Anup Sastry: batería (ex-Skyharbor, ex-Intervals (band)|Intervals, ex-Jeff Loomis) (2015-2016)
- Daniel Lang: batería (Red Enemy) (2018-2020)

Miembros en vivo
- Paul Ortiz: guitarra (Chimp Spanner, ZETA) (2010)
- Kaan Tasan: segunda voz (No Consequence, Heart Of A Coward) (2010)
- John Gillen: batería (2014)
- Alex Rüdinger: batería (Good Tiger, Conquering Dystopia, Ordinance, ex-The Faceless, ex-Threat Signal, ex-The HAARP Machine) (2014)

## Discografía
Álbumes de estudio
- Gnosis (2012) (Century Media Records)
- The Amanuensis (2014) (Century Media Records)
- Phronesis (2018) (Century Media Records)
- In Stasis (2022) (Century Media Records)

Demos
- We Are The Foundation (2010)

## Videografía
| Año  | Canción                             | Álbum          |
| ---- | ----------------------------------- | -------------- |
| 2012 | "97% Static"                        | Gnosis         |
| 2013 | "Regenerate"                        | Gnosis         |
| 2013 | "Empty Vessels Make The Most Noise" | Gnosis         |
| 2014 | ''Atlas''                           | The Amanuensis |
| 2020 | ''Animus''                          | Single         |
| 2021 | ''Lavos''                           | In Stasis      |
| 2022 | ''Cardinal Red''                    | In Stasis      |
| 2022 | ''False Providence''                | In Stasis      |